# Al Cantello
Albert Anthony „Al” Cantello (ur. 9 czerwca 1931 w Norristown, zm. 17 stycznia 2024 w Annapolis) – amerykański lekkoatleta specjalizujący się w rzucie oszczepem.
5 czerwca 1959 na stadionie w mieście Compton uzyskał wynik 86,04 m ustanawiając tym samym nowy rekord świata w rzucie oszczepem. Amerykanin poprawił poprzedni rekord, należący od 1956 do Egila Danielsena, o 33 cm.
W 1959 zdobył brązowy medal rozegranych w Chicago igrzysk panamerykańskich. W swoim jedynym olimpijskim starcie zajął 10. lokatę podczas igrzysk olimpijskich w Rzymie (1960).